# Andrews Nakahara
Andrews Nakahara (Mogi das Cruzes, 12 de março, 1983) é um lutador profissional de MMA e kyokushin carateca . Ele fez sua estreia profissional no MMA contra o lutador Kazushi Sakuraba em DREAM.2. Andrews, juntamente com Francisco Filho, foi recentemente introduzido no jiu-jitsu brasileiro por Marcos Barbosa.

## Biografia
Nakahara iniciou seus estudos no Kyokushinkaikan, um estilo de caratê de contato total desenvolvido por Masutatsu Oyama. Nakahara participou da International Karate Organization (IKO). Desde então, ele tem sido bem sucedido em muitas competições no Brasil e na América, incluindo lutas entre os rivais caratecas Ewerton Teixeira e Eduardo Tanaka.[carece de fontes?]